# Stomanomala subcostata
Stomanomala subcostata är en skalbaggsart som beskrevs av Leon Fairmaire 1887. Stomanomala subcostata ingår i släktet Stomanomala och familjen Rutelidae. Inga underarter finns listade i Catalogue of Life.